# ISS-Expeditie 39
ISS-Expeditie 39 was de negenendertigste missie naar het Internationaal ruimtestation ISS. De missie begon op 11 maart 2014 met het vertrekken van het Sojoez TMA-10M-ruimtevaartuig vanaf het ISS met drie bemanningsleden van ISS-Expeditie 38 aan boord. 

## Bemanning
| Bevelhebber       | Koichi Wakata, JAXA 4e ruimtevlucht          | Koichi Wakata, JAXA 4e ruimtevlucht          |                                          |                                          |
| Flight Engineer 1 | Richard A. Mastracchio, NASA 4e ruimtevlucht | Richard A. Mastracchio, NASA 4e ruimtevlucht |                                          |                                          |
| Flight Engineer 2 | Michail Tjoerin, RSA 3e ruimtevlucht         | Michail Tjoerin, RSA 3e ruimtevlucht         |                                          |                                          |
| Flight Engineer 3 |                                              | Aleksandr Skvortsov, RSA 2e ruimtevlucht     | Aleksandr Skvortsov, RSA 2e ruimtevlucht | Aleksandr Skvortsov, RSA 2e ruimtevlucht |
| Flight Engineer 4 |                                              | Oleg Artemjev, RSA 1e ruimtevlucht           | Oleg Artemjev, RSA 1e ruimtevlucht       | Oleg Artemjev, RSA 1e ruimtevlucht       |
| Flight Engineer 5 |                                              | Steven R. Swanson, NASA 3e ruimtevlucht      | Steven R. Swanson, NASA 3e ruimtevlucht  | Steven R. Swanson, NASA 3e ruimtevlucht  |